# Haralds ängar
Haralds ängar är ett naturreservat i Förslövs socken i Båstads kommun i Skåne län.
Reservatet bildades 2015 och är 1,5 hektar stort.
Det består av ängsmark och betesmark. 